# Cosmo (comics)
Pour les articles homonymes, voir Cosmo.
Cosmo (Cosmo the Spacedog en version originale) est un personnage de fiction de l'univers de Marvel Comics. Créé par Dan Abnett et Andy Lanning, il apparait pour la première fois dans Nova # 8 en janvier 2008. Ce chien de fiction s'inspire de Laïka, une chienne du programme spatial soviétique et le premier être vivant mis en orbite autour de la Terre en 1957.

## Biographie fictive
Cosmo est un chien, croisement hybride entre un golden retriever et un labrador. C'est un sujet d'expérience utilisé par l'URSS pour son programme spatial. Envoyé dans l'espace, il se retrouve inexplicablement au centre de « Nulle Part (en) » (Knowhere), une plateforme de recherche constituée par la tête tranchée d’un gigantesque Céleste dérivant vers l'infini et accueillant divers voyageurs galactiques. Le chien acquiert dès lors ses pouvoirs de télépathie, de manière tout aussi inexpliquée. Cosmo est ensuite nommé chef de la sécurité de Nulle Part.
Plus tard, les Luminites, des héros protecteurs du monde alien Xarth 3, se rendent sur Nulle Part pour y expédier leur ennemi de toujours, Abyss. Ce dernier parvient cependant à contourner les défenses de la boîte dans laquelle les Luminites l’ont emprisonné et sème la panique sur la planète. En tant que chef de la sécurité des lieux, Cosmo décide, le temps de trouver une solution au problème, d'enfermer tous les voyageurs présents dans une enveloppe dimensionnelle située dans le collier qu’il porte autour de son cou. Cosmo rencontre alors le Nova Richard Rider, dernier des Centurions de Xandar tout juste arrivé sur Nulle Part. Cosmo lui demande assistance pour vaincre Abyss. Ensemble, ils parviennent à renfermer la prison d’Abyss et permettent ainsi de ramener le calme à Nulle Part. Cosmo fait donc ressortir tous les voyageurs qu’il avait protégés de son collier. Cosmo découvre par ailleurs que Nova est atteint du virus « transmode » et lui propose de le téléporter vers KVCH, le monde de la Technarchie, où il trouvera un moyen de guérir. Nova accepte l'aide du chien, et lui offre... un os à mâcher.
Cosmo permet ensuite aux Gardiens de la Galaxie, tout juste rassemblés par Star-Lord, de s'établir sur Nulle Part et leur offre accès au complexe de téléportation de la base. Cosmo permet par ailleurs à un groupe de Skrulls, pacifistes et disciples de la Princesse Annelle, d'y séjourner pour ainsi échapper à la guerre sainte menée par le gouvernement djihadiste Skrull. Pour ne pas trahir les Skrulls pacifistes, Cosmo leur demande d'effacer sa mémoire après chacune de leur rencontre, pour qu'il ne puisse dévoiler où ils se cachent. Malheureusement, un agent Skrull retrouve leur trace. Une explosion tue plusieurs Skrulls. Le Conseil Administratif de Nulle Part enquête alors sur les incidents liés à la présence des Gardiens de la Galaxie. Cosmo décide de bloquer l'équipe dans ses quartiers, en attendant que l'affaire des Skrulls soit réglée. Mais Drax décide d'utiliser des mines synaptiques pour déconnecter tous les habitants de Nulle Part et révèle ainsi la présence des Skrulls. Cosmo est alors obligé de défendre ses invités contre les Gardiens de la Galaxie et les Luminites, avant de leur révéler la vérité.
Cosmo et les Gardiens de la Galaxie se retrouvent ensuite malgré eux au cœur de la guerre Kree-Skrull, qui menace l'espace tout entier. Cosmo assiste alors Dragon-lune et Mantis, qui tentent d'amener la paix entre les Skrulls et les Krees. Cosmo est cependant obligé de tous les affronter lorsqu'il amène par mégarde la Garde impériale Shi'ar et les Inhumains sur Nulle Part. Venue d'un futur alternatif, Starhawk téléporte Cosmo et les Gardiens vers sa réalité future : la Terre-691. Là-bas, ils apprennent qu'une fracture dimensionnelle a été causée par la guerre qui fait rage à leur époque. Cosmo lance alors un appel télépathique à Adam Warlock, ce qui permet d'empêcher que la fracture ne s'étende davantage. Malheureusement, cela provoque la libération du « côté obscur » de Warlock, Le Mage (Magus). De retour dans leur dimension présente, Cosmo et les Gardiens sont donc confrontés au Mage, qui les plonge dans le coma pour mieux les contrôler. Ils parviennent malgré tout à déjouer ses plans.

## Pouvoirs et capacités
Le chien Cosmo possède un pouvoir de télépathie. Il l'utilise principalement pour communiquer avec les autres. Il est par ailleurs capable de lire dans l'esprit d'un être et de lui faire partager ses souvenirs. Cosmo peut également masquer ses pensées et sa présence ainsi que celles de personnes ou entités psychiques et dresser des barrières psychiques autour de son esprit ou de celui d'autrui pour ainsi éviter toute intrusion psychique. Cosmo peut de plus créer des illusions télépathiques. Il peut contrôler quelqu'un, agir sur ses sensations notamment atténuer une douleur, rendre inconscient ou amnésique, ou encore paralyser. Cosmo peut aussi générer des rafales d'énergie et créer un champ de force autour de son corps.
Outre ses pouvoirs télépathiques, il possède une longévité considérablement accrue par rapport à un chien normal. De plus, il porte une combinaison spatiale avec une enveloppe dimensionnelle accrochée autour du cou.

## Apparitions dans d'autres médias
Sauf indication contraire, les informations mentionnées dans cette section peuvent être confirmées par la base de données cinématographiques IMDb,  présente dans la section « Liens externes ».

### Films
Dans l'Univers cinématographique Marvel
Dans les films de la saga Les Gardiens de la Galaxie, Maria Bakalova donne sa voix au personnage.
- 2014 : Les Gardiens de la Galaxie réalisé par James Gunn – On le retrouve enfermé dans le laboratoire du Collectionneur sur Knowhere. Il parvient à en sortir lorsque tout explose.
- 2022 : Les Gardiens de la Galaxie : Joyeuses Fêtes – Il apparaît sur Knowhere avec les autres héros.
- 2023 : Les Gardiens de la Galaxie Vol.3 réalisé par James Gunn – Apparait dans plusieurs scènes du film en tant que personnage secondaire, formant notamment un binôme avec Kraglin sur Knowhere.

### Télévision
- depuis 2015 : Les Gardiens de la Galaxie (série d'animation) – doublé en anglais par James Arnold Taylor et en français par Patrick Brüll. Il parle avec un accent russe.
- 2016 : Ultimate Spider-Man (série d'animation) – Apparition non vocale dans l'épisode Les Fragments perdus, 2e partie.

### Jeux vidéo
- 2014 : Disney Infinity Marvel Super Heroes
- 2017 : Lego Marvel Super Heroes 2
- 2021 : Les Gardiens de la Galaxie